# Grand Canyon University Men's Volleyball
La Grand Canyon University Men's Volleyball era la squadra pallavolo maschile appartenente alla Grand Canyon University, con sede a Phoenix (Arizona)

## Storia
Il programma di pallavolo maschile della Grand Canyon University viene fondato nel 2009. Dopo una stagione da indipendente, nel 2010 si affilia alla Midwestern Intercollegiate Volleyball Association, trasferendosi nel 2018 alla Mountain Pacific Sports Federation. Nel 2023 partecipa per la prima volta al torneo NCAA Division I, uscendo di scena ai quarti di finale, mentre nell'edizione 2024 si spinge fino alle semifinali.
Al termine dell'annata sportiva 2024-25 la squadra di pallavolo maschile viene chiusa.

## Record
| Piazzamento          |   | Edizione                                   |
| -------------------- | - | ------------------------------------------ |
| Tornei NCAA          | 2 | Semifinali: 1 2024                         |
| Tornei NCAA          | 2 | Quarti di finale: 1 2023                   |
| Titoli di conference | 1 | Mountain Pacific Sports Federation: 1 2024 |

## Conference
- Midwestern Intercollegiate Volleyball Association: 2010-2017
- Mountain Pacific Sports Federation: 2018-2025

## National Coach of the Year
- Matthew Werle (2024)

## All-American

### First Team
- Camden Gianni (2024)
- Nicholas Slight (2024)
- Cameron Thorne (2024)

### Second Team
- Christian Janke (2022)
- Jackson Hickman (2023)

## Allenatori
- Ryan Woodworth: 2009-2010
- Jeremy Price: 2011-2015
- Matthew Werle: 2016-2025